# Capilla de Nuestra Señora (Rapperswil)
La Capilla de Nuestra Señora o la Capilla de Santa María (en alemán: Liebfrauenkapelle ) es una capilla en Rapperswil, en el municipio de Rapperswil-Jona, en el cantón de San Galo, Suiza, que se remonta al osario que fue construido por la casa de Rapperswil alrededor de 1253.
La capilla se encuentra junto a la Iglesia Parroquial Rapperswil (10 metros o 33 pies de distancia al oeste) y al lado del Castillo de Rapperswil (20 metros o 66 pies de distancia hacia el este). Está situada en la ladera de la colina Lindenhof oriental llamado Herrenberg, a sólo 100 metros al oeste del Stadtmuseum de Rapperswil. El cementerio católico de la ciudad está situado al norte, por lo tanto, la capilla se utiliza como capilla del cementerio.